# تبار فو مانچو
تبار فو مانچو (انگلیسی: The Blood of Fu Manchu) که با نام بوسه و کشتار هم شناخته می‌شود، یک فیلم ماجراجویی به کارگردانی خسوس فرانکو است که در سال ۱۹۶۸ منتشر شد.

## بازیگران
- کریستوفر لی
- تسای چین
- ماریا رم
- ریچارد گرین
- گوتز جرج
- هاوارد ماریون-کرافورد
- شرلی ایتون
- ریکاردیو پالاسیوس
- دیوید دی کایسر